# Manipuri (danse)

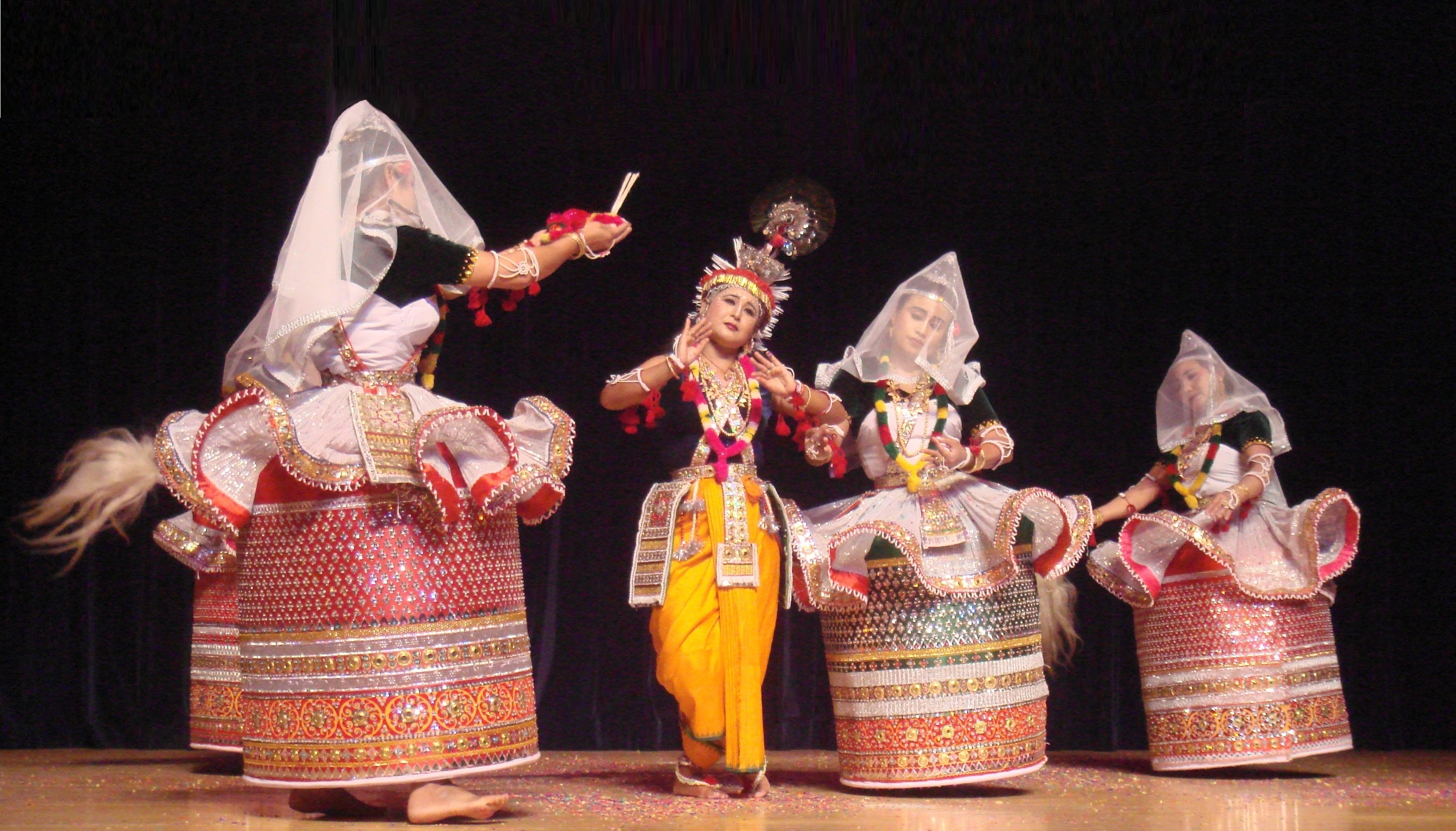
Danse Manipuri

Le manipuri est une danse classique originaire de l'État de Manipur (nord-est de l'Inde). C'est une danse locale et traditionnelle exécutée dans les temples. Cette danse se veut plus théâtrale que les autres danses traditionnelles indiennes.[source insuffisante].
La tenue des danseuses de manipuri constitue un élément à part entière. Elles sont vêtues de voiles et d'une robe très large, en forme de cylindre, sur laquelle sont posés de petits miroirs circulaires. La danse est basée sur un rythme lent ; le visage de la danseuse reste immobile, affichant un regard insouciant et un sourire satisfait. 

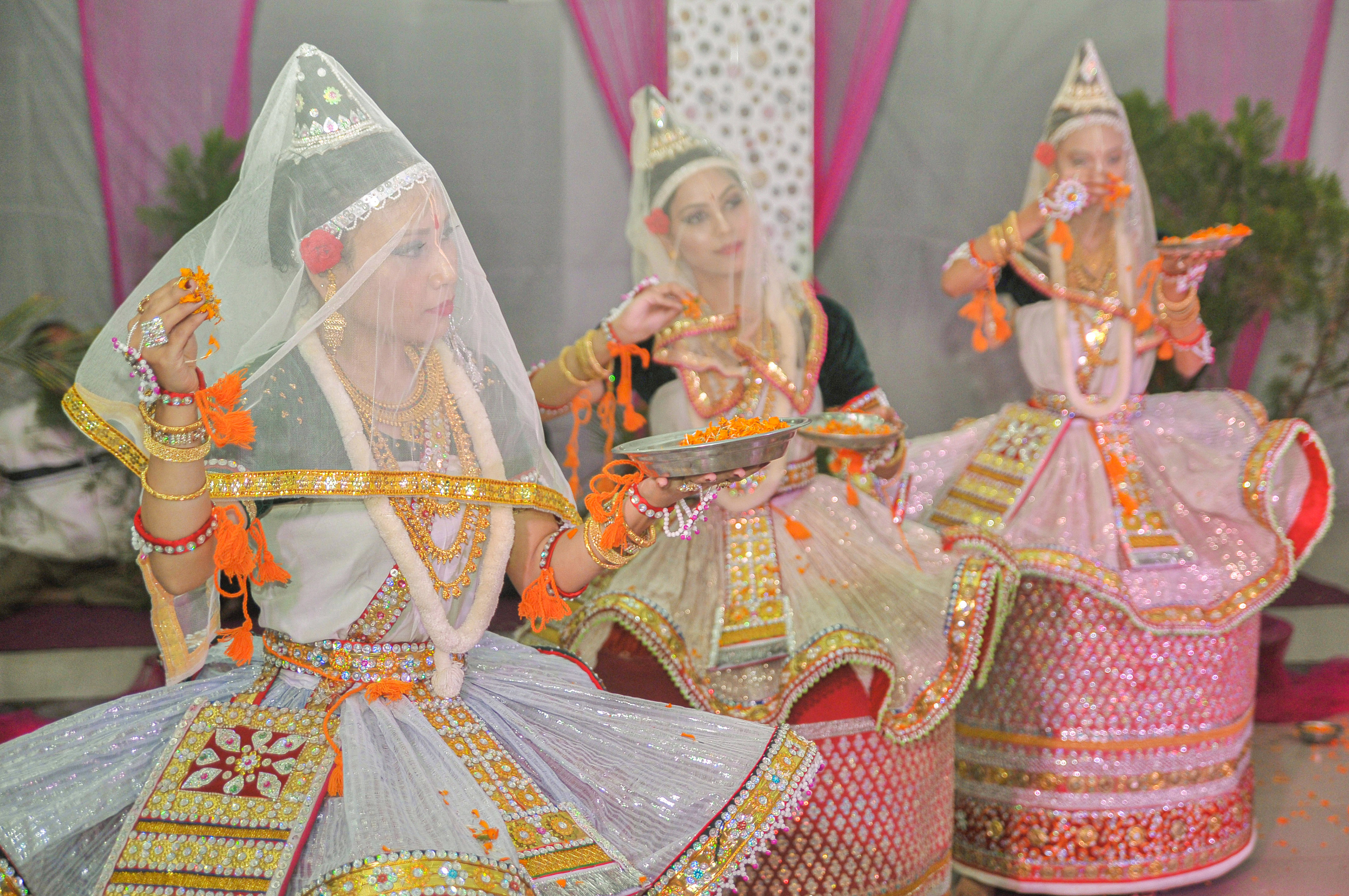
Danseuses manipuri en costume

La danseuse est accompagnée d'un musicien percussionniste qui danse lui aussi tout en jouant de son instrument. Il est torse nu, et contrairement à la danseuse, ses mouvements sont beaucoup plus rapide, plus rythmés, ce qui crée un fort contraste entre les deux danseurs.

## Manipuri à Visva-Bharati
La danse Manipuri fut enseignée à l’université de Visva Bharati (fondée par Tagore en 1921) dès les années 1920 par Buddhimantra Singh, danseur masculin. La section de danse fut ouverte au garçon et aux filles, ce qui fut critiqué.

## Quelques célèbres interprètes de manipuri
- Tomba Singh
- Amubi Singh
- Bimbavati Devi
- Buddhimantra Singh